# Peter Frankl (pianiste)
Ne doit pas être confondu avec Péter Frankl.
Peter Frankl (Budapest, 2 octobre 1935) est un pianiste britannique, hongrois de naissance. Son répertoire est constitué essentiellement de la musique de la période classique (en particulier Mozart), de la période romantique et du début du XXe siècle. Parmi ses enregistrements, on trouve les intégrales de la musique pour piano de Debussy et Schumann.

## Biographie
Après des études à l'Académie Franz Liszt de Musique de Budapest avec Ákos Hernádi, Zoltán Kodály et Leó Weiner, Frankl remporte plusieurs concours de piano à la fin des années 1950. Il fait ses débuts de concertiste à Londres au début de 1962 et donne son premier concert à New York en 1967, avec l'Orchestre de Cleveland sous la direction de George Szell. Il étudie également auprès de Ilona Kabos et Maria Curcio, la dernière et élève préférée d'Artur Schnabel. Depuis, il se produit en tant que soliste avec de nombreux autres orchestres et chefs d'orchestre. Il est également l'invité à de nombreux festivals internationaux, par exemple, pour l'exécution du Concerto pour piano de Britten, dirigé par le compositeur, au Festival d'Édimbourg. 
Le répertoire de Frankl comprend également de la musique de chambre. Eleanor Warren, de la BBC, a formé une collaboration à long terme entre Frankl avec son compatriote violoniste György Pauk et la violoncelliste Américaine Ralph Kirshbaum. La BBC a plus tard commandé les Quatorze petites images à James MacMillan, pour fêter le 25e anniversaire de son trio en 1997.
Frankl est professeur de piano à la Yale School of Music à New Haven (Connecticut).